# Gorski Vrh
Gorski Vrh – wieś w Słowenii, w gminie Tolmin. W 2018 roku liczyła 13 mieszkańców.